# Université Loyola de Chicago
L'université Loyola de Chicago (Loyola University of Chicago) est un établissement d'enseignement supérieur privé, situé au 6525 North Sheridan Road dans le secteur de Rogers Park à Chicago aux États-Unis. Fondé comme collège secondaire jésuite en 1870 l'institution est devenue université en 1909. Elle est dirigée par les jésuites et est placée sous la protection de saint Ignace de Loyola.

## Présentation
Plusieurs établissements supérieurs français ont établi des conventions d'échange universitaire avec l'université Loyola de Chicago, notamment Sciences Po Aix. À ce titre, l'Université Loyola accueille chaque année des centaines d'étudiants venus des quatre coins du monde.
Comprenant onze collèges et écoles, l'Université Loyola propose plus de 80 programmes de premier cycle et 140 programmes de cycles supérieurs ou professionnels et accueille environ 17 000 étudiants.
- 17 007 étudiants y sont inscrits (11 919 undergraduates et 5 088 postgraduates)
- Plus de 4 000 membres du corps professoral et administratif.

L'université Loyola compte six campus dans la région de Chicago mais dispose aussi de campus dans le monde, notamment à Rome en Italie. Le campus principal est situé sur les rives du lac Michigan, dans les quartiers de Rogers Park et d'Edgewater, au nord du célèbre quartier d'affaires du Loop de Chicago.
Les équipes sportives de Loyola, surnommées les Ramblers de Loyola, participent à la division I du championnat NCAA masculin de basket-ball en tant que membres de la Missouri Valley Conference. L'Université Loyola a remporté le championnat de basket masculin de la NCAA en 1963 et demeure la seule école de l'Illinois à avoir réalisé cette performance. Les Ramblers ont également été champions de la NCAA en volleyball masculin à deux reprises, en 2014 et en 2015.
Parmi les plus de 150 000 anciens élèves de Loyola, on retrouve des dirigeants de grandes entreprises basées à Chicago, telles que McDonald's et Baxter International ainsi que des dizaines de dirigeants politiques locaux et nationaux, à l'image de l'actuel président de la Chambre des représentants de l'Illinois. D'anciens élèves de Loyola ont également remporté des Emmy Awards, Grammy Awards, Peabody Awards, le Prix Pulitzer ainsi que des bourses Guggenheim et MacArthur.

## Histoire

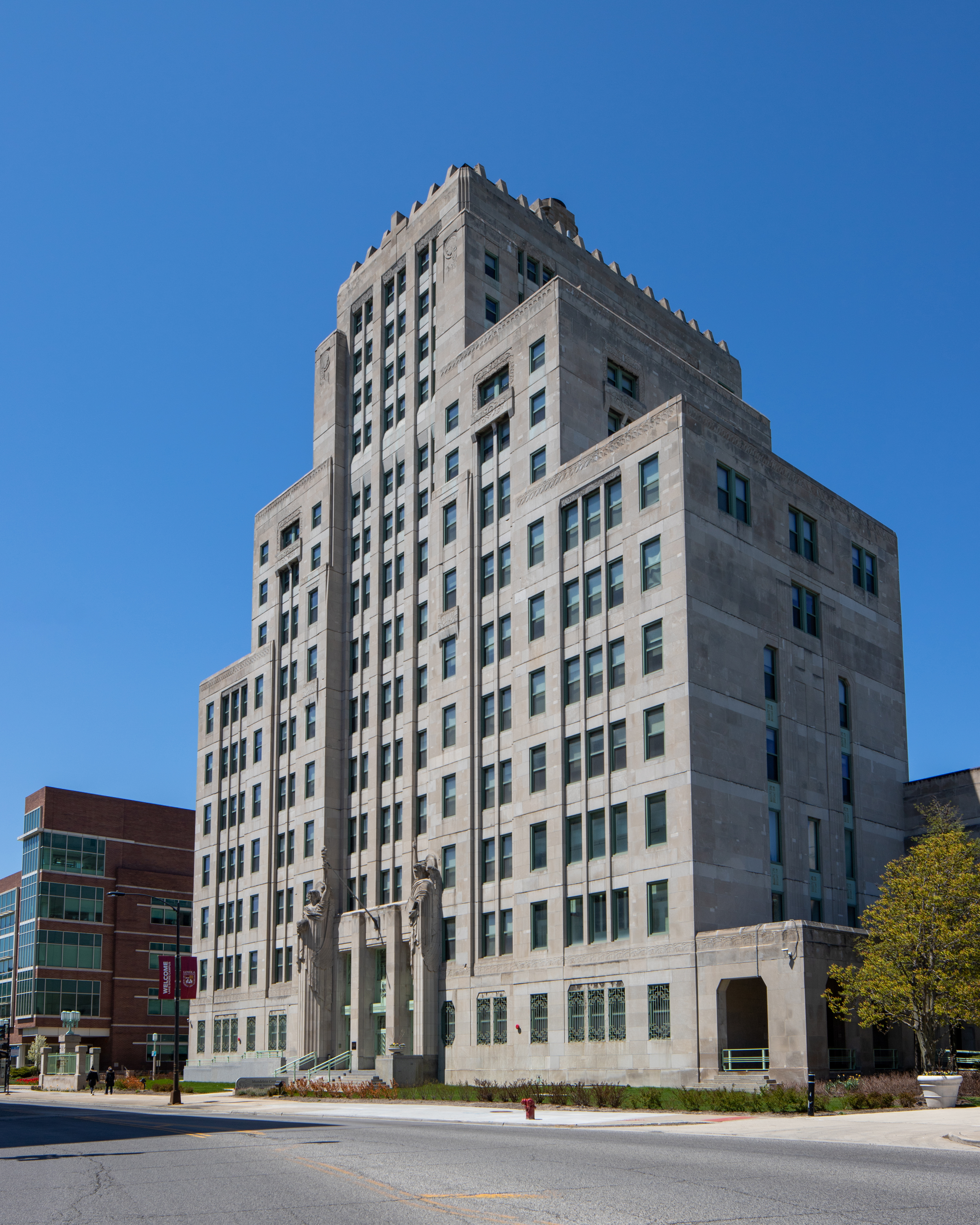
Le Centre Mundelein.

Le collège secondaire Saint-Ignace est fondé le 30 juin 1870 par le missionnaire jésuite belge Arnold J. Damen. Son objectif est de donner une bonne éducation aux jeunes immigrés irlandais de la paroisse catholique voisine de la Sainte-Famille. À l'époque, Chicago était une ville beaucoup plus petite qu'elle ne l'est aujourd'hui. Bien que sa croissance démographique fut très forte. la ville comptait un peu moins de 300 000 habitants. Le campus d'origine était donc plus proche du centre-ville. Durant un quart de siècle le collège se développa rapidement pour devenir institution universitaire: il fut renommé "Université Loyola" en 1909. En 1912, elle commença son déménagement sur le campus actuel de Lake Shore.
En vue de répondre aux besoins croissants de Chicago, l'université Loyola crée des écoles professionnelles de droit en 1908, de médecine en 1909, de commerce en 1922 et d'infirmières en 1935.
L'actuel Water Tower Campus, situé au cœur de la ville de Chicago, a ouvert ses portes en 1949. C'est en 1962 que Loyola a ouvert un campus à Rome, non loin du site des Jeux Olympiques d'été de 1960. Légalement séparée des jésuites en 1970, l'université est aujourd'hui sous contrôle laïc et est dirigée par un conseil d'administration.
Les grandes campagnes de financement menées depuis le début du siècle ont considérablement amélioré le profil académique et les campus de l'université Loyola,.
Aujourd'hui, Loyola figure parmi les 89 meilleures universités du pays et se trouve au cœur de projets de construction d'une valeur de plus de 800 millions de dollars. En 2015, l'Université a créé le Collège Arrupe, un collège de deux ans à la structure unique, conçu pour permettre aux étudiants à faibles revenus d'avoir accès à une formation en Loyola.
Le 23 mai 2016, l'université Loyola a nommé Jo Ann Rooney en tant que 24e président de l'université. C'est la première fois qu'une femme occupe ce poste au sein de l'université.

## Campus

### Lake Shore Campus

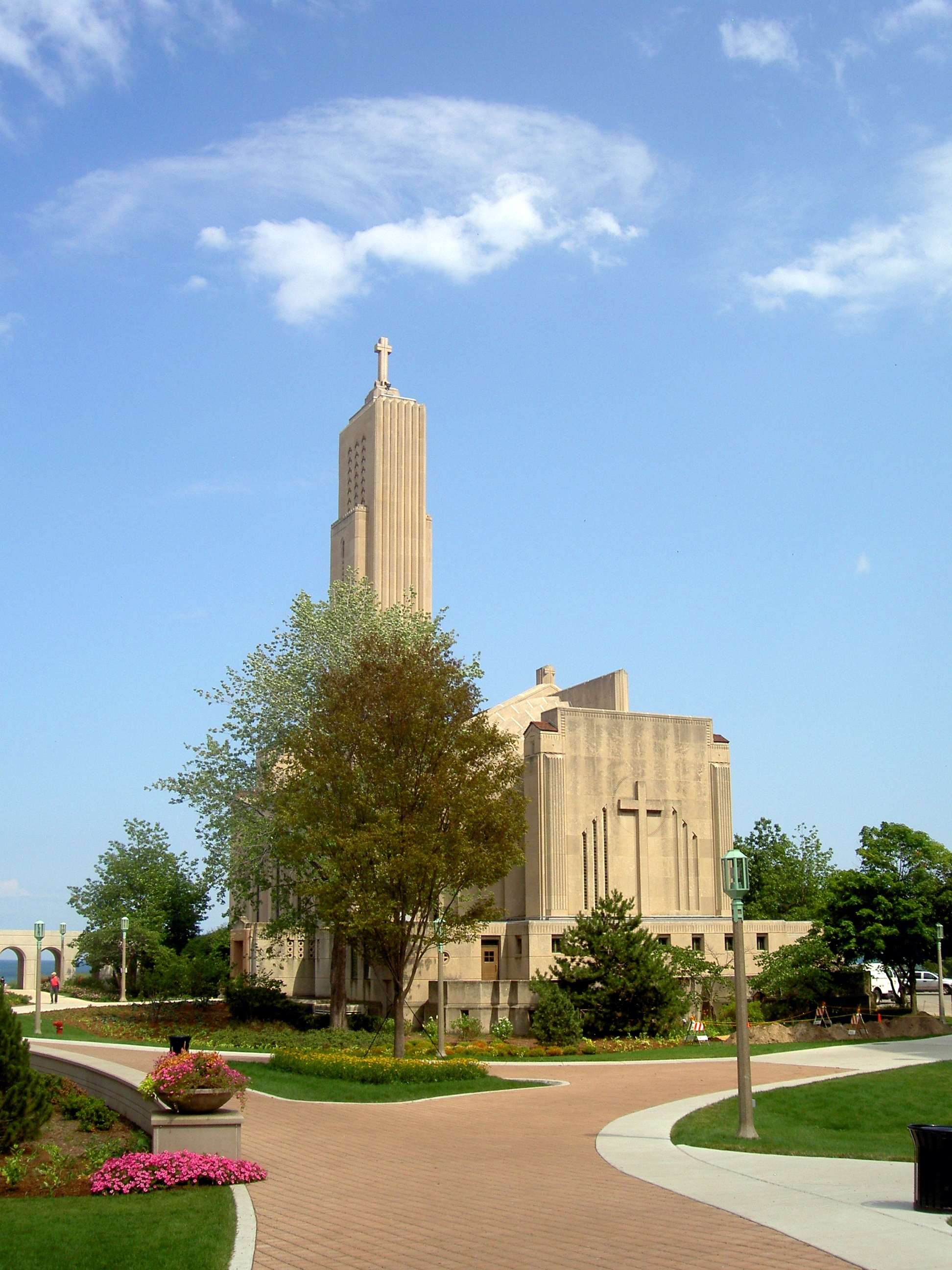
Chapelle Madonna della Strada.

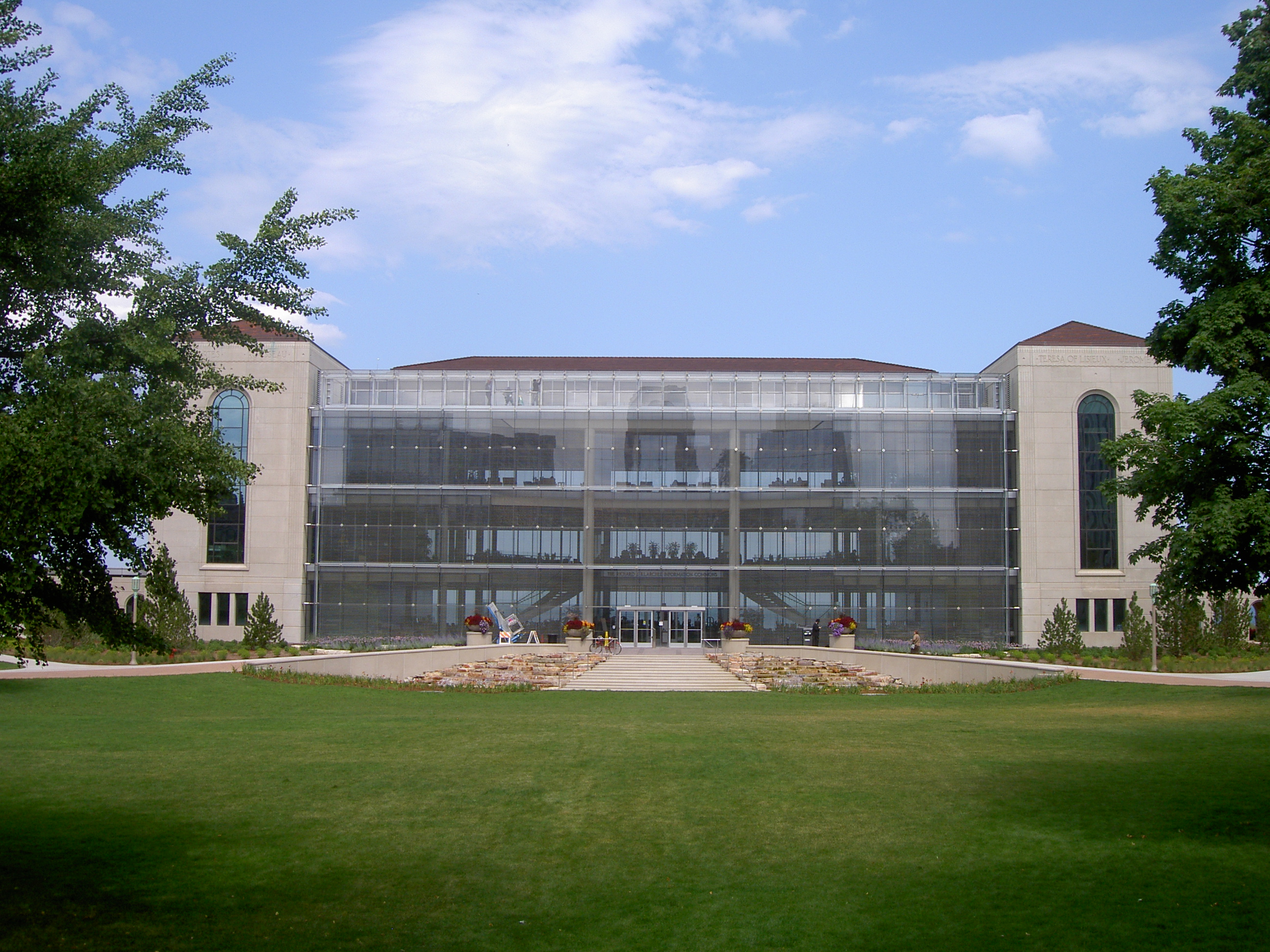
Bibliothèque de l'université Loyola.

Il s'agit du campus phare de l'université. Le Lake Shore Campus est situé le long du lac Michigan, dans les quartiers de Rogers Park et d'Edgewater, au nord du centre-ville. Ce campus abrite le Collège des arts et des sciences ainsi que divers programmes de troisième cycle. Composé de plus de quarante bâtiments, le campus offre de nombreux espaces verts et un accès au bord du lac, ce qui le rend très agréable pour les étudiants.
Plusieurs bâtiments sont remarquables sur ce campus :
- La chapelle Madonna della Strada est un chef-d'œuvre de style Art déco achevé en 1939. Cette chapelle a été conçue par l'architecte Andrew Rebori. Depuis, plusieurs églises paroissiales d'Amérique latine ont été baptisées du nom de l'église paroissiale de Chicago, en hommage à des jésuites et à des étudiants missionnaires de l'Université Loyola.
- Le Centre Mundelein est un gratte-ciel de style Art Déco, haut de 60 mètres. Il abrite les programmes de l'université consacrés aux arts de la scène.
- Le Joseph Gentile Arena a une capacité d'accueil de 5 500 spectateurs pour de nombreux sports comme le basketball ou le volleyball. Ce stade a ouvert ses portes en 1996. L'un des plus grands événements organisés chaque année dans la Gentile Arena est nommé "Colossus", qui met en vedette un artiste musical et un comédien. Ainsi, des artistes comme Jason Derulo et John Mulaney ont joué pour Colossus. Le centre de loisirs Halas a été réaménagé et intégré au nouveau centre d'étudiants tentaculaire Damen, au cœur de la vie sociale du campus.
- La bibliothèque Elizabeth M. Cudahy est la principale bibliothèque de l'Université Loyola de Chicago. Elle contient plus de 900 000 volumes et 3 600 abonnements à des périodiques[10]. En outre, les ressources en ligne comprennent des centaines de bases de données de recherche, des milliers de livres électroniques et plus de 35 000 tires de revues. En 2008, elle a été élargie pour inclure un espace académique et social offrant une vue imprenable sur le campus et sur le lac Michigan qu'il surplombe. Ce bâtiment est fréquemment cité parmi les plus belles bibliothèques universitaires du pays et même du monde[11],[12],[13],[14]. L'enseignement scientifique et la recherche ont lieu dans le bâtiment Quinlan Life Sciences et à l'Institut de durabilité environnementale, un complexe multifonctionnel comprenant un espace universitaire, une résidence, une serre et la plus grande installation d'énergie géothermique de Chicago[15].

Le Lake Shore Campus est relié au métro de Chicago par la station Loyola sur la ligne rouge. Les métros en direction du sud traversent les quartiers de Lakeview et Lincoln Park pour se rendre au Loop, en plein cœur de Chicago. Les métros en direction du Nord rejoignent Evanston, où se trouve l'Université Northwestern. Ainsi, l'université Loyola est tout à fait connectée au centre-ville de Chicago, que les étudiants rejoignent très facilement.
L'université Loyola s'est engagée à créer des campus respectueux de l'environnement. Divers efforts ont permis de réduire la consommation d'énergie de l'université de 33% depuis 1998. Loyola peut se targuer d'avoir plus de toits verts que n'importe quelle université du Midwest. Ces efforts ne sont pas passés inaperçus dans la mesure où en 2014, Loyola s'est classée 4ème (et 1ère dans l'État de l'Illinois) des collèges les plus verts d'Amérique au classement du Sierra Club.

### Water Tower Campus

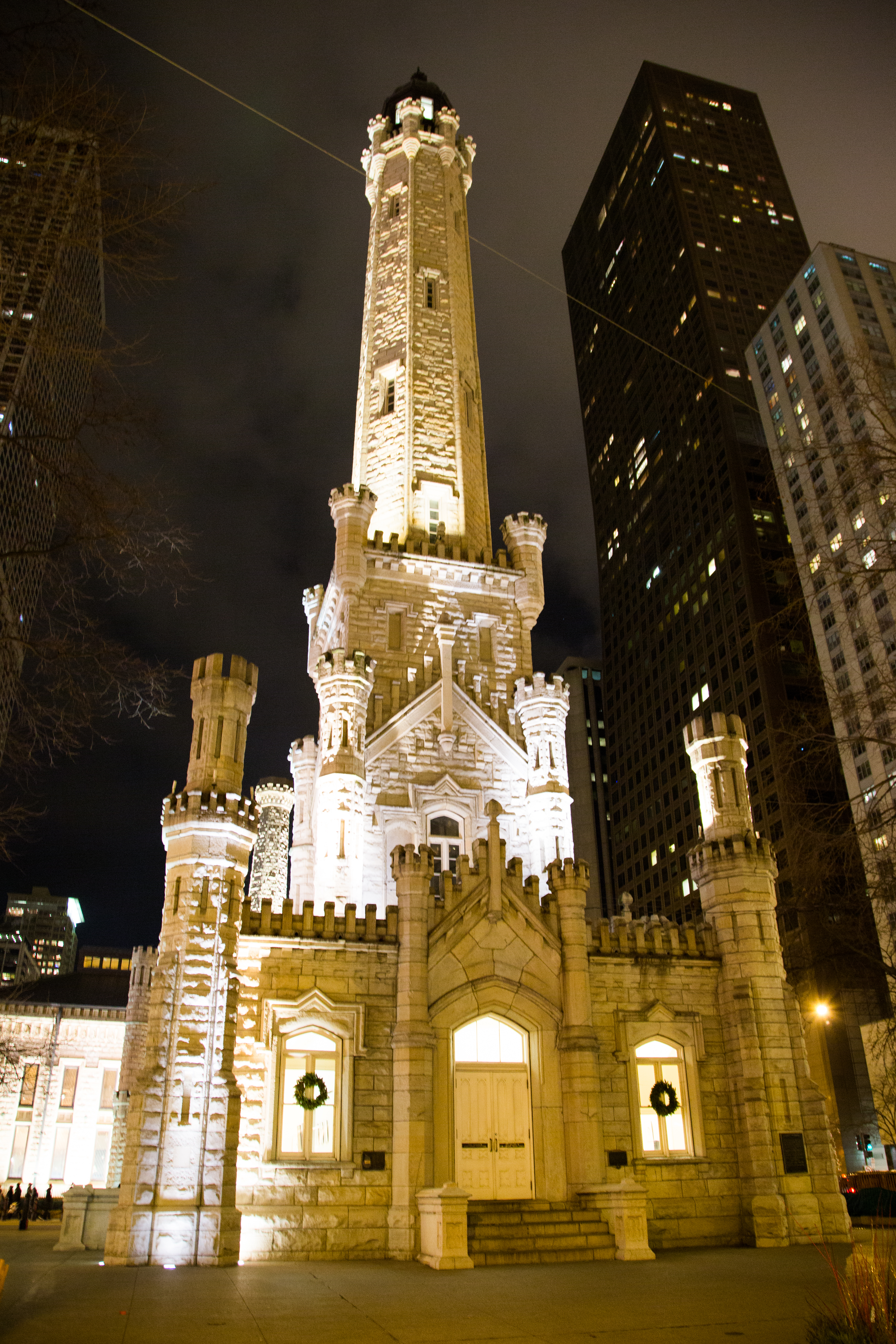
La Chicago Water Tower.

Le Water Tower Campus a ouvert ses portes en 1949, dans le quartier historique de Old Chicago Water Tower District, le long de la Michigan Avenue (sur la portion connue sous le nom de Magnificent Mile). Il porte le nom de la Chicago Water Tower, monument historique de la ville qui a survécu au Grand incendie de Chicago de 1871. Bien que moins étendu que le Lake Shore Campus, le Water Tower Campus abrite la Quinlan Business School (École de commerce), l'École de droit, l'École de communication, l'École de travail social, l'Institut d'études pastorales, le Collège Arrupe…
Le campus présente l'avantage de placer les étudiants au centre du monde des affaires et de la vie culturelle de Chicago. En effet, il se localise à deux pas des bureaux des grandes entreprises, du premier quartier commerçant et touristique de Chicago tout comme d'institutions telles que la Cathédrale du Saint-Nom, le Musée d'Art contemporain ou encore la Newberry Library qui comporte 1,5 million d'ouvrages.
Le Water Tower Campus est également connecté au métro ('L') via la station Chicago sur la ligne rouge. De plus, les étudiants peuvent se déplacer facilement entre le Water Tower Campus et le Lakeshore Campus grâce à un système de navettes parrainées par l'université durant la semaine.

### Health Sciences Campus
Fondé en 1969 avec le centre médical de l’Université Loyola, le Health Sciences Campus héberge l’école de médecine Stritch, l’école de sciences infirmières Marcella Niehoff et d'autres programmes. Il se trouve à Maywood, une banlieue ouest immédiate de Chicago, à environ 18 kilomètres du secteur financier du Loop.
Centre universitaire de premier plan pour l’enseignement et la recherche, le centre médical de l’Université de Loyola comprend le principal hôpital, le centre de soins ambulatoires Loyola, l’hôpital Ronald McDonald pour enfants, le centre de cancérologie Cardinal Bernardin et plusieurs bâtiments de cabinets médicaux et de laboratoires. En 2011, le centre médical a été vendu à Trinity Health, tandis que Loyola continue de posséder et d'exploiter les bâtiments universitaires et de sélectionner des installations de recherche sur le campus. En 2017, Loyola a étendu son programme de soins infirmiers accélérés à un format en ligne avec un laboratoire à Downer's Grove.

### John Felice Rome Center
Le campus permanent de l'Université Loyola à Rome a ouvert ses portes en 1962 au Centro Italiano Viaggi Istruzione Studenti (CIVIS), un dortoir initialement construit pour accueillir les athlètes pendant les Jeux Olympiques d'été de 1960. En 1978, le campus a été transféré à son emplacement actuel, à Monte Mario, à environ trois kilomètres au nord-ouest du Vatican. Le campus abrite le plus ancien programme universitaire américain en Italie et accueille des étudiants de Loyola et d’autres universités qui souhaitent étudier à l’étranger. En 2005, le campus a été renommé en l'honneur du fondateur et directeur émérite John P. Felice.

## Éducation

### Frais de scolarité
Pour l'année universitaire 2016-2017, les frais de premier cycle pour les nouveaux étudiants à temps plein s'élevaient à 41 720 $ par an, sans compter la chambre en résidence universitaire, la pension et les frais de transports en commun tels que le «U-Pass», les frais d'activité étudiante, les frais de technologie et l'assurance maladie obligatoire. Il faut toutefois savoir que les frais de scolarité aux études supérieures varient selon les écoles et collèges qui composent l'Université.

### Écoles et collèges
L'Université Loyola de Chicago est composée des écoles et collèges suivants :
- Le Collège des arts et des sciences.
- Quinlan School of Business.
- L'École de communication.
- L'École d'études permanentes et professionnelles.
- L'École d'éducation.
- L'École doctorale.
- L'École de droit.
- L'École de médecine.
- L'École de sciences infirmières.
- L'École de travail social.
- Le Collège Arrupe.
- L'Institut de la durabilité environnementale.

L'université de Loyola à Chicago est classée 89e parmi les universités nationales selon le classement des universités américaines (2019) d'U.S. News & World Report. Aux États-Unis, Loyola figure généralement parmi leurs collèges "Best Value". En 2011, USA Today a classé Loyola au 6ème rang des « collèges les plus engagés dans le service communautaire ». Le Washington Monthly a classé l'université Loyola au 21ème rang des États-Unis pour les heures consacrées au service communautaire. La Graduate School of Business de Loyola a été classée au premier rang mondial de l'éthique par BusinessWeek. En outre, le département d'histoire de Loyola s'est classé au sixième rang des États-Unis en 2006 selon l'indice de productivité des universitaires, un système de classement respecté du corps professoral des cycles supérieurs. En 2010, le département d'histoire s'est également classé au premier rang de l'évaluation des programmes d'études supérieures du pays par le Conseil national de recherches Canada.

## Vie étudiante

### Vie résidentielle
La plupart des résidences et des appartements gérés par le Département de la vie en résidence de Loyola se trouvent dans les quartiers Rogers Park et Edgewater situés autour du campus Lake Shore. L'un d'entre eux, Baumhart Hall, se trouve au Water Tower Campus sur le Magnificent Mile dans le centre-ville de Chicago.
Les étudiants de première année peuvent vivre dans l’une des résidences suivantes situées sur le campus du Lake Shore: Campion Hall, de Nobili Hall, Mertz Hall, Regis Hall, San Francisco Hall et le Simpson Living Learning Center (Simpson Hall). Les résidences Simpson, Mertz et de Nobili sont idéalement situées au-dessus des salles à manger qui desservent ces bâtiments et les résidences environnantes. Les résidences universitaires situées au nord du campus sont desservies par une salle à manger et une aire de restauration . Les étudiants de première et de deuxième année sont tenus de vivre dans des logements sur le campus.
Il existe également une résidence spécifique pour les étudiants internationaux.

### Radio de l'université
Dans les années 1960, l'Université de Loyola était propriétaire et exploitante d’une station de radio à courant porteur de faible puissance, WLUC-AM. Les élèves ont diffusé un format de musique éclectique sur 600 kHz dans les bâtiments du campus Lake Shore et dans le quartier environnant de Rogers Park. La station disposait d'un studio bien équipé dans une résidence appartenant à l'université, sur l'avenue Loyola. La structure a été démolie pour faire place au Crown Centre pour les sciences humaines.

### Sport

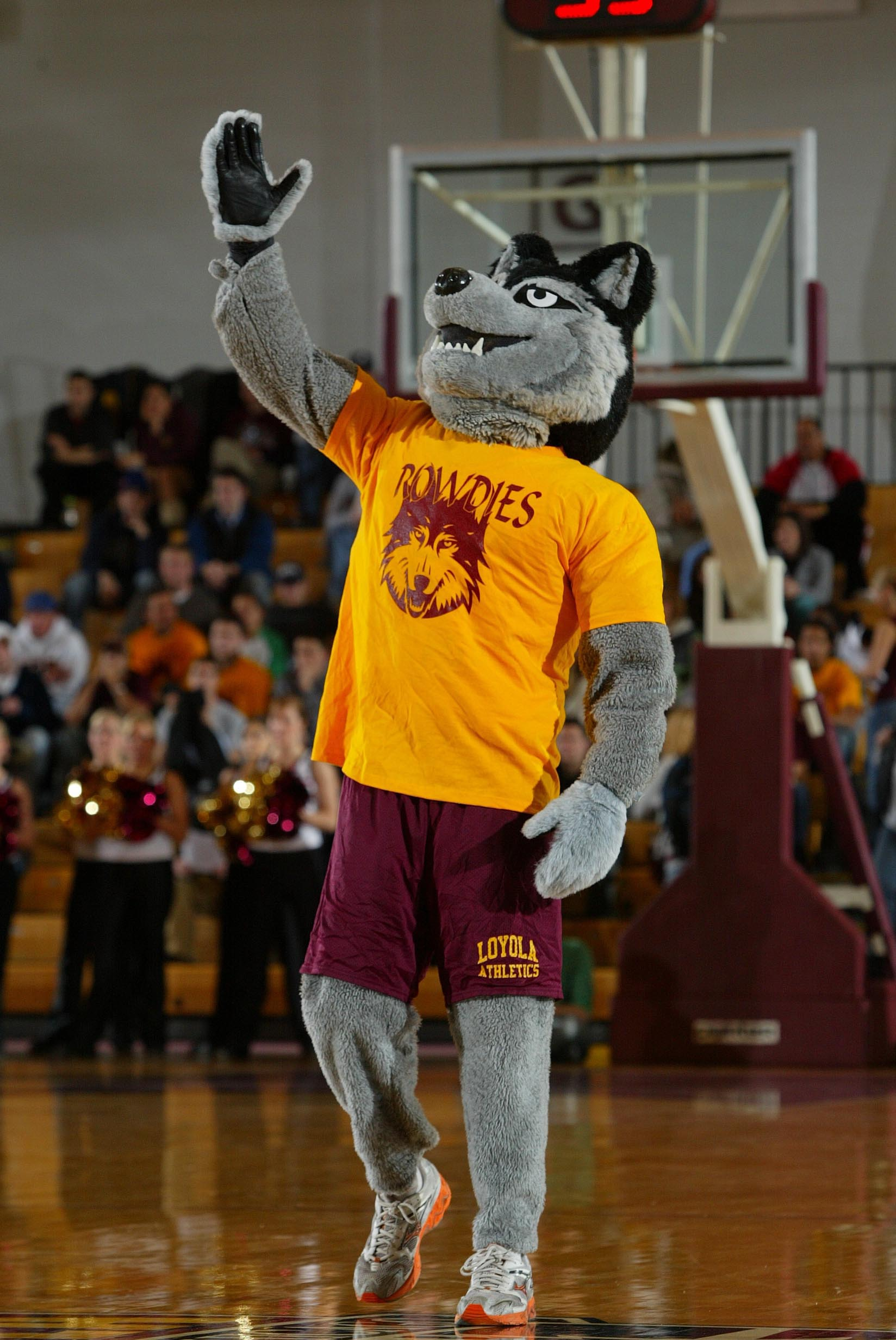
LU Wolf, mascotte de l'université Loyola.

Loyola abrite 11 équipes universitaires, la plupart participant à la division I de la NCAA. Les équipes sportives de l'université comprennent plusieurs disciplines comme le Basketball masculin et féminin, le ski de fond, le golf masculin et féminin, le football masculin et féminin, le softball, le cyclisme sur piste et le volleyball masculin et féminin. Le surnom de « Ramblers » a été appliqué pour la première fois à l'équipe de football de Loyola en 1926, car ils voyageaient fréquemment à travers les États-Unis.
LU Wolf est la mascotte de l'université. Il a été inspiré des armoiries de saint Ignace de Loyola, dont l'université tire son nom, qui représentent deux loups se tenant au-dessus d'une marmite. Tirés du blason héraldique sculpté dans le linteau de la maison familiale de Saint-Ignace à Azpeitia, en Espagne, les loups et le chaudron font allusion à la prospérité et à la générosité de la famille Loyola, qui, après avoir nourri sa famille, ses serviteurs et ses soldats, avait assez de nourriture pour nourrir les animaux sauvages.
L'équipe masculine de Basketball de l'université, les Ramblers de Loyola, a remporté le championnat national de 1963. Loyola est la seule école de la NCAA de la Division I dans l'Illinois à avoir remporté un titre national en basketball masculin. L'équipe masculine de volleyball de Loyola Ramblers a remporté deux championnats consécutifs de la NCAA en 2014 et 2015.

## Personnalités liées à l'université

### Professeurs
- Magda B. Arnold (1903-2002), professeure de psychologie de 1954 à 1972.

### Étudiants
- Brenda Barnes (1953-2017), première directrice générale de Pepsi.
- Sergio Balanzino (1934-2018), diplomate italien qui a notamment été ambassadeur au Canada.
- Ian Brennan (scénariste), connu pour être le créateur de la série Glee.
- Philip Caputo (1941-), journaliste lauréat du prix Pulitzer en 1973.
- Sandra Cisneros (1954-), romancière et poétesse américaine.
- John Cullerton (1948-), président du Sénat de l'Illinois depuis 2009.
- William Daley, chef de cabinet de la Maison-Blanche entre 2011 et 2012.
- Milton Doyle (1993-), joueur de basket-professionnel.
- Thomas R. Fitzgerald (1941-2015), président de la Cour suprême de l'Illinois de 2008 à 2010.
- Dan Hynes (1968-), 6e contrôleur de l'Illinois entre 1999 et 2011.
- Lisa Madigan (1966-), 41e procureur général de l'Illinois.
- Jennifer Morrison (1979-), actrice connue pour avoir tenu le rôle principal d'Emma Swan dans la série Once Upon a Time ou du médecin Allison Cameron dans Dr House.
- Christine Radogno, leader de la minorité républicaine au Sénat de l'Illinois.
- Corinne Wood (1954-), 44e lieutenant-gouverneur de l'Illinois de 1999 à 2003, première femme à exercer cette fonction.
- Sho Yano (1990-), enfant prodige américain.